# Isaac Luttichuys
Isaac Luttichuys (25 février 1616, Londres - 6 mars 1673, Amsterdam) est un peintre néerlandais du siècle d'or.
Il est connu pour ses peintures de portraits et de natures mortes.

## Biographie
Isaac Luttichuys est né en 1616 à Londres et y est baptisé le 25 février 1616. 
Elève de Van Dyck, contrairement à son frère Simon Luttichuys (1610-1661), peintre de natures mortes, il préfère le portrait dans lesquels il s'inspire de son maître.
Il est actif à Amsterdam à partir de 1636, et il y épouse le 3 avril 1643 Elisabeth Adolfs Winck. Il y meurt en 1673 et y est enterré le 6 mars.
Il a influencé le peintre Pieter Nason.

## Œuvres

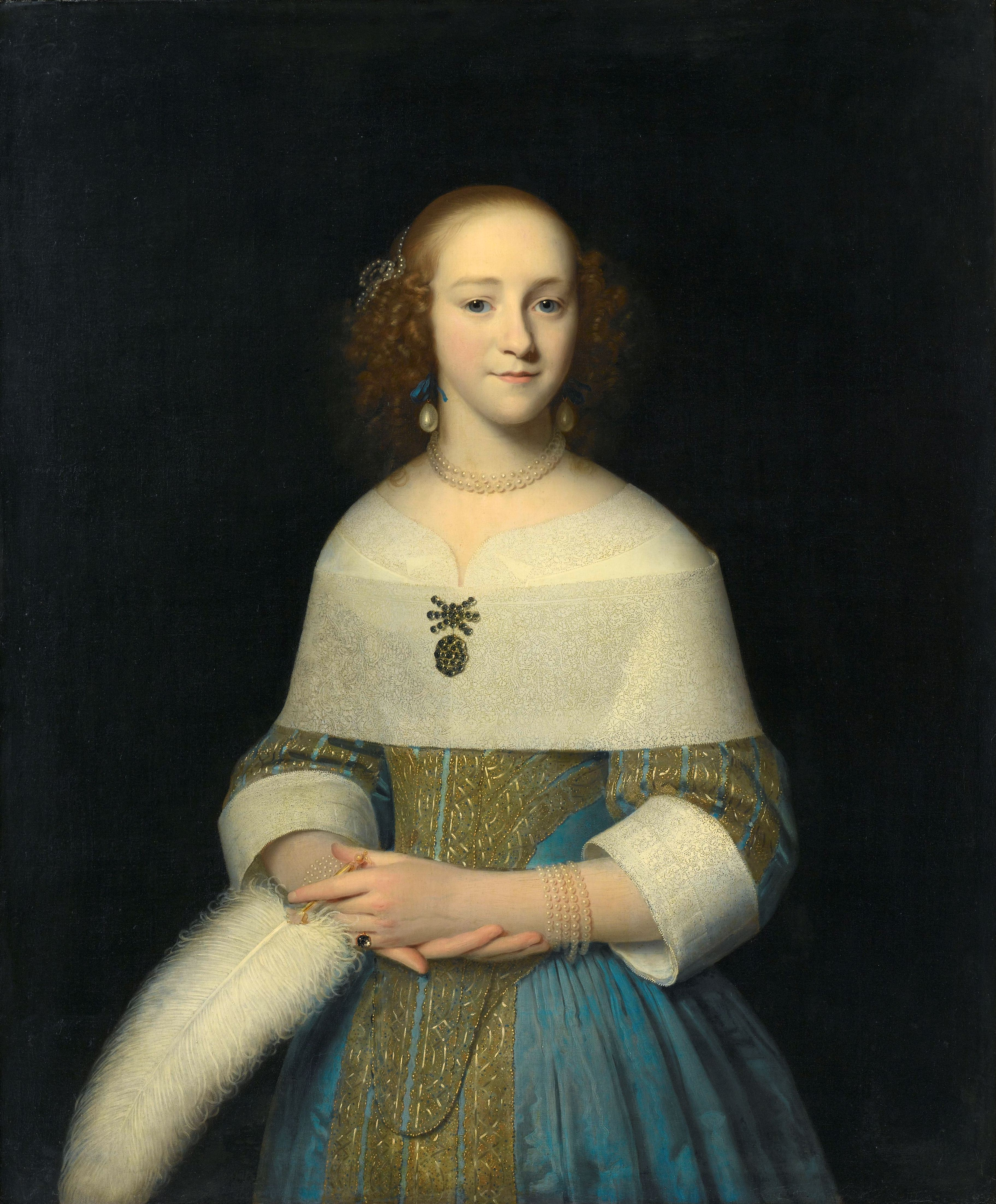
Portrait de jeune Femme, 1656
Rijksmuseum

- Portrait d'une jeune femme, 1656, huile sur toile, 99 × 82 cm, Rijksmuseum, Amsterdam[3]
- Portrait de femme à la robe rose, huile sur toile, 110 × 86 cm, Galerie Delvaille, Paris[2]